# Nick Vujicic
Nicholas James Vujicic (n. 4 decembrie 1982, Melbourne, Victoria, Australia) este predicator și vorbitor motivațional din Australia – născut cu Tetra-amelia, o afecțiune rară caracterizată prin absența tuturor celor patru membre. I-a fost greu în copilărie, dar în cele din urmă și-a acceptat handicapul și a început propria organizație non-profit Life without limbs (Viață fără membre) – la vârsta de șaptesprezece ani. El este cunoscut ca vorbitor motivațional oferind prelegeri în toată lumea despre traiul cu dizabilități, speranță și găsirea sensului în viață.

Nick Vujicic
_JRF5654
_JRF5630
PTJ_9939
PTJ_9946
„M-am rugat deseori: „Doamne, dă-mi brațe și picioare!””
Nu are brațe și picioare, dar are un mesaj emoționant și pozitiv. Nick Vujicic a vorbit vineri la De Basiliek din Veenendaal în timpul unui eveniment sold-out Hour of Power. Atât vineri după-amiaza, cât și vineri seara erau pline. Oamenii s-au înghesuit la Veenendaal pentru a-l asculta pe vorbitorul și inspiratorul de renume mondial. „Doctorul nu știe de ce m-am născut fără brațe și picioare. Părinții mei nu știu și nici măcar Lady Gaga nu înțelege. De ce să-L las pe Dumnezeu să facă asta, dacă El este un Dumnezeu al iubirii? Tin tare ca Dumnezeu este bun. Și uneori nu vedem întreaga imagine.”
„E posibil să nu am brațe și picioare; cea mai mare binecuvântare este că sunt mântuit și mă duc în rai. Și cea mai mare minune este că mi-am găsit soția și acum avem copii. În copilărie nu mi-am imaginat niciodată că voi fi fericit, că mă voi căsători sau că voi avea copii. Totuși asta s-a întâmplat! S-ar putea să crezi că ai nevoie de brațe și picioare pentru a fi fericit. Dar cine se trezește dimineața, se uită la degetele de la mâini și de la picioare și apoi exclamă: „Ce fericit sunt!”
S-ar putea să nu reușesc să țin mâna soției mele. Cel mai important, pot să-i țin inima. Nu pot să-mi îmbrățișez fiul când plânge, dar el poate să mă îmbrățișeze! Am descoperit că poți trăi cu rănirea ta când o dai lui Dumnezeu. Dacă îi dai lui Dumnezeu rănirea ta, El poate face imposibilul cu ea. Acolo se întâmplă miracolul.”
Sinucidere
„Obișnuiam să mă privesc și tot ce vedeam era tristețe. M-am rugat: „Doamne dă-mi brațe și picioare! Spui în Cuvântul tău că poți face totul, că mă iubești și că intenționezi bine pentru mine. Eram un băiat bun, dar nu voiam să mai merg la școală din cauza bullying-ului rău. S-a ajuns chiar până la a mă sinucide înecându-mă în cadă. De asemenea, am crezut că Dumnezeu nu este acolo, că nu există speranță pentru mine. Până la urmă, nu m-am sinucis pentru că nu am vrut să-mi rănesc familia; I-am văzut plângând în mintea mea la mormântul meu.
Privind în urmă acum, nu văd ce scop a avut Dumnezeu pentru mine. Faptul că stau aici astăzi se datorează harului lui Dumnezeu. M-am uitat supărat la Dumnezeu pentru ceea ce nu am, dar am învățat să fiu recunoscător pentru ceea ce am. Dumnezeu are un plan și pentru viața ta. Prin orice treci. L-am implorat pe Dumnezeu pentru brațe și picioare, dar a trebuit să am încredere că planul Lui este mai bun decât al meu. Deși am o nouă pereche de pantofi în dulap astăzi, în caz că Dumnezeu îmi răspunde rugăciunii. Povestea mea înseamnă că viața este întotdeauna ușoară? Nou. Recent, tatăl meu a făcut cancer, tumori mari în plămâni. Mai avea de trăit doar opt săptămâni. Slavă Domnului că este încă aici. Vreau să înțelegi că am plâns atunci. Totuși, de fiecare dată când îl părăsesc, știu că este un cetățean al raiului care trece pe aici, pe pământ. Pentru că știi, dacă nu moare de cancer, va muri din alt motiv. Toți murim până la urmă! Chiar și oamenii care au înviat din morți prin Isus au murit din nou mai târziu!”
PTJ_0113
Morman
Nick a mai subliniat că nu trebuie să cauți fericirea în lucruri temporare, pentru că obișnuia să creadă că brațele și picioarele îl vor face fericit. „De asemenea, poți să crezi că ai nevoie de totul pentru a fi fericit. Bani? droguri? Sex? Că ești celebru? Toate acele lucruri sunt lucruri de care până la urmă nu te vei sătura niciodată. Întotdeauna vrei mai mult. Dacă îți iei fericirea din lucruri temporare, vei fi fericit și temporar. Ceea ce fiecare persoană are cu adevărat nevoie este speranță.”
Pe scenă, Nick Vujicic s-a referit la saxofonul lui Elbert, care cântă în trupa Trinity. El a explicat că el însuși poate cânta doar o notă pe instrument, pentru că nu are degete pentru a apăsa tastele saxului. Și așa este limitat. Nu poate cânta mai multe note decât aceea. „Cu zece degete ar suna grozav. La fel și viața. Poți spune că poți cânta doar o notă până când Îl lași pe Dumnezeu să cânte la saxofonul vieții tale. Căci cine ar fi crezut vreodată că Dumnezeu va folosi un om fără mâini și picioare ca mâinile și picioarele Sale?”
India
Nick a povestit cum a vorbit cu 650 de oameni din India, care au fost vânduți cu 750 de dolari altcuiva. Erau sclave și prostituate. „Ce trebuia să le spun? Că ar trebui să fie pozitive? Nu, asta nu ar avea sens. Știți ce le-am spus? Că Isus este Calea, Adevărul și Viața. Că El a mers pe cruce pentru ei și a înviat din morți. Că El le poate transforma viața.
Multe dintre acele fete au avut ocazia să fugă, dar nu au îndrăznit, pentru că nu ar fi nimic în sistemul de caste din India. Cu toate acestea, unii au făcut-o. Au fost primiți într-un proiect creștin. Au găsit vindecare și un loc de muncă. Și știi ce s-a întâmplat câțiva ani mai târziu? Cu banii câștigați și cu o găleată și un prosop alb s-au întors de unde au venit. I-au spus fostului lor stăpân: Poate că nu mă mai cunoști, dar cândva am fost sclavul tău. Și sunt aici să vă spăl picioarele și să vă spun că mă rog pentru tine. Dumnezeu are un plan pentru viața ta.” Și a devenit și mai nebunește. „Cu banii economisiți, au cumpărat un alt sclav gratis. La rândul lor au venit și ei în tabăra de reabilitare și acum procedează la fel! S-a întâmplat de trei ori acum!”
PTJ_0121
Și nici acolo aventura lui în India nu s-a oprit. În India, Nick a vizitat o colibă ponosită unde o femeie în vârstă zăcea pe podea. Ea nu putea merge. Tremura și era piele și oase. Pe perete atârnau toți zeii pe care îi venera. Nick i-a spus despre Dumnezeu, dar femeia dorea dovada că Dumnezeul invizibil despre care i-a spus Nick este real. Și așa evanghelistul a decis să se roage pentru vindecarea ei. Deși a găsit asta mai mult decât incitant, pentru că în 99% din cazurile în care se roagă pentru bolnavi, nu vede leac. „Mi-am ridicat privirea și i-am spus lui Dumnezeu, așa cum ar fi: „Uuuh Doamne, în caz că nu-ți dai seama ce se întâmplă acum; Mă voi ruga pentru cineva care nu crede în Tine. O să mă rog ca ea să poată merge din nou.’” S-a întâmplat un miracol, pentru că după ce s-a rugat o vreme ea a putut brusc să stea… și să meargă! După 4,5 ani. Lui Nick nu-i venea să creadă, la fel ca femeia însăși. „Asta dovedește că, chiar dacă ai puțină credință, Dumnezeu poate face lucruri mari.
M-am întors la hotel cu colegul meu și mi-a spus: „Nick, nu înțelegi ce tocmai s-a întâmplat”, a spus el. „Pentru că această femeie este femeia cu spiritul rău care a început afacerea de trafic de persoane în Mumbai în urmă cu 4,5 ani. Ea este șefa tuturor șefilor și responsabilă pentru tot comerțul cu sclavi din zonă.
Am fost uimit. Această femeie a mers un milion de mile în direcția opusă a ceea ce Dumnezeu ar avea pentru ea. Și chiar această femeie L-a atins pe Dumnezeu. Chiar această femeie s-a întors două săptămâni mai târziu și a cerut iertare pentru păcatele ei. Ea a vrut să-L cunoască pe Dumnezeu. Și câte dintre păcatele ei i-a iertat Dumnezeu? Toate păcatele! Aceasta este slava lui Dumnezeu. El i-a dat o viață nouă. În El nu mai există condamnare pentru ceea ce ai făcut. Vrei să-L primești în viața ta?”
https://janvandenbosch.nl/projects/nick-vujicic